# Sid Meier's Gettysburg!
Sid Meier's Gettysburg! là wargame thời gian thực do hãng Firaxis Games phát triển và Electronic Arts phát hành vào năm 1997. Nó được thiết kế bởi Sid Meier. Phần tiếp theo Sid Meier's Antietam! ra mắt năm 1999.

## Lối chơi
Trò chơi cho phép người chơi điều khiển quân Liên minh hoặc Liên bang trong trận Gettysburg thời Nội chiến Hoa Kỳ. Nó có thể được chơi như một kịch bản duy nhất hoặc như một chiến dịch của các kịch bản được liên kết, kể lại lịch sử ban đầu hoặc khám phá các khả năng thay thế.

### Chơi trực tuyến
Có một lượng lớn người theo dõi trực tuyến khi trò chơi được lưu trữ trên Mplayer (một mạng nhiều người chơi được GameSpy mua lại). Kể từ khi chuyển sang GameSpy, trò chơi đã giảm dần mức độ phổ biến đối với người chơi trực tuyến. Tuy nhiên, một số người chơi vẫn có thể bị thách thức chơi trực tuyến tại sảnh GameSpy. Ở đỉnh cao của chơi trực tuyến có rất nhiều nhóm người chơi. Một bậc thang tranh tài (giải đấu) cũng là dạng  cố định trong thời gian này, nơi mà đại sảnh danh vọng vẫn có thể được nhìn thấy. Việc chơi trực tuyến của "Case's Ladder" hiện tại, phần lớn là không thể do các máy chủ của GameSpy đã ngừng hoạt động từ lâu.
Kể từ năm 2017, trò chơi vẫn có thể chơi trực tuyến với GameRanger.

## Phát triển
Engine này cũng được sử dụng cho tựa game về thời kỳ Napoleon mang tên Waterloo: Napoleon's Last Battle (như một phiên bản sửa đổi cho Austerlitz: Napoleon's Greatest Victory), cả hai đều do BreakAway Games.

## Đón nhận
Gettysburg! là một thành công về mặt thương mại, với hơn 200.000 bản được bán vào tháng 8 năm 1999. Vào thời điểm đó, Jeff Briggs của Firaxis nhận xét rằng trò chơi "đã làm rất tốt cho chúng tôi". Từ giới phê bình, game nhận được "sự hoan nghênh toàn cầu" theo trang web tổng hợp kết quả đánh giá Metacritic.
Gettysburg! lọt vào vòng chung kết cho giải thưởng "Strategy Game of the Year" của Academy of Interactive Arts & Sciences năm 1997, cuối cùng thuộc về StarCraft và Age of Empires (tie). Tương tự, Hội nghị các Nhà phát triển Game Máy tính đã đề cử Gettysburg! cho giải Spotlight là "Best Strategy/Wargame", nhưng đã trao giải cho tựa game Myth: The Fallen Lords. Tuy nhiên, nó được bình chọn là wargame máy tính hay nhất năm 1997 bởi Computer Gaming World, Computer Games Strategy Plus và GameSpot. Các biên tập viên của Computer Gaming World gọi đây là "sự trở lại hình thức được cho là nhà thiết kế xuất sắc nhất từ trước đến nay", và viết rằng "đây là một trò chơi thực sự sẽ chơi cho đến khi Johnny hành quân về nhà."
Next Generation đã đánh giá phiên bản PC của trò chơi, chấm năm trên năm sao và nói rằng "Gettysburg là sản phẩm đầu tiên xuất sắc từ Firaxis. Nó không chỉ làm lu mờ các tựa game mô phỏng lịch sử trước đó mà còn đánh bại hầu hết các trò chơi chiến lược thời gian thực hiện có hôm nay."
Năm 1998, Gettysburg thắng giải Origins Award cho Game Máy tính Chiến lược Hay nhất năm 1997.

## Di sản
Gettysburg có một cộng đồng chỉnh sửa ("mod") lớn. Người chơi có thể tùy chỉnh đồng phục, bản đồ, âm thanh và đơn vị. Phương diện điều chỉnh trò chơi này tỏ ra rất quan trọng đối với những người hâm mộ Nội chiến đang tìm kiếm các mô hình chính xác về mặt lịch sử. Điều này cuối cùng đã dẫn đến việc tạo ra các trận chiến nổi tiếng khác như trận Fredericksburg, trận Bull Run thứ nhất, Chiến dịch Bán đảo, v.v...
Sau thành công của Gettysburg, nhà sản xuất đã cho ra mắt phần tiếp tên gọi Sid Meier's Antietam!